# Jean Domingue
Jean Domingue, né le 26 septembre 1962 à Montréal, est un homme politique québécois.

## Biographie
Jean Domingue est éducateur au centre jeunesse l'Escale à Québec de 1987 à 1989, puis administrateur et gestionnaire de carrière. Il est également directeur et représentant des maisons des jeunes de Charny, Saint-Romuald et Saint-Jean-Chrysostome en 2005 et en 2006. De 1989 à 2005, il est coordonnateur à la Maison des jeunes de Charny.

### Carrière politique
Jean Domingue est président de l'Association de l'Action démocratique du Québec dans Bellechasse en 2007. Il est ensuite député de Bellechasse sous la bannière de l'Action démocratique du Québec après l'élection générale québécoise de 2007, porte-parole de l'opposition officielle en matière de famille ainsi que vice-président de la Commission des transports et de l'environnement.
À l'élection de 2008, il est battu par la libérale Dominique Vien.
Jusqu'en 2013, il est monteur d'acier, machiniste et technicien de scène.
Il retourne en politique en 2013 afin d'être chef de bureau et conseiller politique pour le député de Drummond–Bois-Francs, Sébastien Schneeberger, jusqu'en en 2014. Il est ensuite directeur adjoint du bureau de Québec pour la campagne électorale de la Coalition avenir Québec en 2014. Il est conseiller politique de 2014 à 2018 à l'Assemblée nationale, puis au cabinet du ministre de l'Éducation, Jean-François Roberge, en 2018 et en 2019.
Il travaille dans les centres de dépistage Covid en 2020 et en 2021.
À l'élection générale québécoise de 2022, il est candidat pour le Parti conservateur du Québec dans la circonscription de Charlesbourg.